# Систо (Бриндизи)
Систо (итал. Sisto) је насеље у Италији у округу Бриндизи, региону Апулија.
Према процени из 2011. у насељу је живело 96 становника. Насеље се налази на надморској висини од 361 м.